# Heavy Trash
Heavy Trash est un groupe américain de rock, originaire de New York. 

## Historique
Heavy Trash est formé en 2005 de Jon Spencer (Pussy Galore, Jon Spencer Blues Explosion) et Matt Verta-Ray (Madder Rose, Speedball Baby). La musique du groupe est très éclectique ; parmi les influences on peut citer le blues, le rock indépendant, le rockabilly ou le punk rock. Ils sont actuellement signés chez les labels Yep Roc Records et Crunchy Frog Records. Un premier album éponyme sort la même année.
En 2007 sort leur deuxième album, Going Way Out with Heavy Trash. En 2008, ils effectuent une tournée avec les membres du groupe de musique country-rock canadien The Sadies sous le nom de Heavy Trash and the Sadies. Au cours de la deuxième partie les deux groupes fusionnaient (et se retrouvaient donc à 6 musiciens sur scène). 

## Discographie
- 2005 : Heavy Trash
- 2007 : Going Way Out with Heavy Trash
- 2009 : Midnight Soul Serenade